# VV Rigtersbleek in het seizoen 1955/56
Het seizoen 1955/1956 was het tweede jaar in het bestaan van de Enschedese betaaldvoetbalclub Rigtersbleek. De club kwam uit in de Hoofdklasse A en eindigde daarin op de 17e plaats, dit betekende dat de club in het nieuwe seizoen uitkwam in de Eerste divisie.

## Wedstrijdstatistieken

### Hoofdklasse A
|       | ADO   | Ajax  | Amsterdam | DOS   | EBOH  | Eindhoven | Excelsior | Fortuna '54 | HVC   | Limburgia | NAC   | NOAD  | Roda Sport | Sparta | Stormvogels | Vitesse | VVV   |
| ----- | ----- | ----- | --------- | ----- | ----- | --------- | --------- | ----------- | ----- | --------- | ----- | ----- | ---------- | ------ | ----------- | ------- | ----- |
| Thuis | 1 – 0 | 0 – 1 | 3 – 2     | 0 – 6 | 5 – 0 | 1 – 2     | 0 – 0     | 1 – 3       | 5 – 2 | 2 – 4     | 3 – 1 | 0 – 1 | 0 – 2      | 0 – 3  | 1 – 1       | 1 – 0   | 1 – 2 |
| Uit   | 3 – 1 | 1 – 1 | 6 – 0     | 6 – 3 | 3 – 2 | 2 – 0     | 1 – 1     | 4 – 1       | 1 – 2 | 4 – 0     | 3 – 0 | 3 – 0 | 2 – 4      | 5 – 0  | 6 – 2       | 2 – 1   | 4 – 2 |

## Statistieken Rigtersbleek 1955/1956

### Eindstand Rigtersbleek in de Nederlandse Hoofdklasse A 1955 / 1956
| Stand | Gespeeld | Gewonnen | Gelijk | Verloren | Punten | Doelpunten voor | Doelpunten tegen |
| ----- | -------- | -------- | ------ | -------- | ------ | --------------- | ---------------- |
| 17e   | 34       | 8        | 4      | 24       | 20     | 44              | 86               |

### Topscorers
| Competitie \| # \| Naam \| \| \| ------ \| -------------------- \| -- \| \| 1. \| Gerrit Trooster \| 15 \| \| 2. \| Egon Marquard \| 8 \| \| 3. \| Wim Bleijenberg \| 7 \| \| 3. \| Wolter Kelder \| 7 \| \| 5. \| Henk Kastermans \| 5 \| \| 6. \| Johan Oude Engberink \| 1 \| \| 6. \| Berend Snijders \| 1 \| \| Totaal \| Totaal \| 44 \| |                      |      |
| # | Naam                 | Goal |
| 1. | Gerrit Trooster      | 15   |
| 2. | Egon Marquard        | 8    |
| 3. | Wim Bleijenberg      | 7    |
| 3. | Wolter Kelder        | 7    |
| 5. | Henk Kastermans      | 5    |
| 6. | Johan Oude Engberink | 1    |
| 6. | Berend Snijders      | 1    |
| Totaal | Totaal               | 44   |